# Grande Cache
Grande Cache est une ville (town) dans le nord de l'Alberta, au Canada. Elle a été créée récemment sur un site occupé par les Amérindiens et les trappeurs au XIXe siècle.
La ville fut officiellement créée par décret d'un décret en Conseil N°1605/66 du gouvernement provincial de l'Alberta  en date du 1er septembre 1966.
La ville doit son nom français à son histoire. Le lieu était fréquenté dès le XIXe siècle par les Amérindiens de la Première Nation crie et par les voyageurs canadiens-français, iroquois et métis qui se retrouvaient en ce lieu de dépôts de fourrures situé au confluent de la rivière de la Paix et de la rivière Smoky.
Par la suite, une mine de charbon fut exploitée, et la ville se développa. La population a diminué entre les recensements de 1996 et 2006 en passant de 4 441 personnes à 3 783 en dix ans.

## Démographie
| 2001  | 2006  | 2011  | 2016  |
| ----- | ----- | ----- | ----- |
| 3 828 | 3 783 | 4 319 | 3 571 |